# HD44059
HD44059 — хімічно пекулярна зоря спектрального класу A3, що має видиму зоряну величину в смузі V приблизно  8,9.
Вона  розташована на відстані близько 869,8 світлових років від Сонця.